# Max Charles Emile Bongaerts
Ir. Max Charles Emile Bongaerts (Roermond, 9 januari 1875 – 's-Gravenhage, 10 mei 1959) was een Nederlands politicus. Bongaerts was een waterstaatkundig-ingenieur, die minister van Waterstaat was in het eerste kabinet-Colijn. 
Bongaerts was de zoon van textielfabrikant Carolus Henricus Eugenius Bongaerts (1839-1911) en Maria Sophia Victoria Spielmans (1850-1919). Na het afronden van de Rijks Hogere Burgerschool te Roermond studeerde hij in 1896 af in de werktuigbouwkunde aan de Polytechnische School te Delft. Vervolgens ging hij werken bij Rijkswaterstaat, waar hij diverse ingenieursfuncties vervulde tussen 1896 en 1925, vanaf 1914 op non-actief (vanwege zijn Kamerlidmaatschap). In 1902 trouwde hij te Breda met Hedwig Josephine Emille Guljé (1878-1942). Zij zouden drie kinderen krijgen.
In 1913 werd hij voor het eerst in de Tweede Kamer gekozen, waarbij hij de katholiek Verheggen versloeg. In 1914 en 1917 werd hij zelfs via enkelvoudige kandidaatstelling gekozen, en hij zou tot 1945 (met een onderbreking vanwege zijn ministerschap) lid blijven van de Kamer. Hij behoorde als secretaris en vicefractievoorzitter lange tijd tot de top van de RKSP-fractie. Hij was waterstaatswoordvoerder van de RKSP-Tweede Kamerfractie, waarbij hij zich onder meer inzette voor kanalisatie van de Maas en het woord voerde bij de behandeling van de Zuiderzeewet. Hij hield zich ook bezig met mijnbouwaangelegenheden en elektrifcatie- en verkeersvraagstukken. 
In het Kabinet-Colijn I (1925/1926) was hij enige maanden minister van Waterstaat en secretaris van de ministerraad, en moest zijn benoeming in de Kamer dan ook weigeren. Hoewel zijn ministerschap maar kort duurde, keerde hij pas in 1929 terug in de Kamer. Na zijn ministerschap was hij woordvoerder buitenlandse zaken en deskundige van zijn fractie op het gebied van het kiesrecht. Hij werd wel voorzitter van de vaste Tweede Kamercommissie voor Openbare Werken, Waterstaats- en Verkeersaangelegenheden tot zijn afscheid in 1945. 
Van 1918 tot de jaren 40 vervulde Bongaerts een rits nevenfuncties naast zijn politieke loopbaan. Zo was hij lid van de Mijnraad (1918-1925) en de Zuiderzeeraad (1919-1925), diende hij in diverse staatscommissies en het Centraal Stembureau (1929-1940). In 1909 werd hij benoemd tot Officier in de Orde van Oranje-Nassau en in 1921 tot Ridder in de Orde van de Nederlandse Leeuw.
- Biografisch Portaal: 24345184
- International Standard Name Identifier: 0000 0003 9095 1696
- Nederlandse Thesaurus van Auteursnamen: 072937343
- Parlement.com: vg09lkyg0gzi
- Virtual International Authority File: 284649999
- WorldCat: E39PBJq6TbpJGyg3VTx3HB6kDq